# Pachygnatha zappa
Pachygnatha zappa is een spin behorende tot de familie Strekspinnen (Tetragnathidae).

## Ontdekking en naamgeving
De wetenschappelijke naam van de soort werd in 1994 voor het eerst geldig gepubliceerd door de Belgische biologen Robert Bosmans en Jan Bosselaers, die de spin aantroffen tijdens hun expeditie op Mount Cameroon. Zij vernoemden de spin naar de Amerikaanse muzikant Frank Zappa, vanwege een markering op het achterlijf die gelijkenissen vertoont met de snor van Zappa.